# Рановизантијско утврђење Босман
Рановизантијско утврђење Босман се налазе се на почетку „Горње клисуре”, на 1,5km удаљености од стене Госпођин вир где су биле уклесане Тиберијева, Клаудијева и Домицијанова табла као сведочанство о пробијању пута кроз клисуру. На овом месту је пловидба Дунавом била најопаснија због јаких вирова и подводних стена. Локалитет представља непокретно културно добро као археолошко налазиште.
Пре обављених археолошких ископавања претпостављало се да је реч о римској станици Ad Scrofulas, међутим, истраживања изведена 1968 — 1969. године су показала да је утврђење изграђено у рановизантијско време, у доба Јустинијанових (527 — 565) великих обнова.
Имало је неуобичајени троугаони облик основе са кружним кулама на угловима и капијом на источном бедему. Североисточну кулу најближу Дунаву, однела је вода. Троугаону основу су градитељима диктирали природни услови, па су им се максимално прилагодили приликом грађења. Утврђење је уништено на самом крају 6. века и више није обнављано.
Услед изградње ХЕ Ђердап и подизања нивоа воде, читав локалитет је потопљен.